# Jun Etō
Pour les articles homonymes, voir Etō.
Jun Etō (江藤淳, Etō Jun, 25 décembre 1932 - 21 juillet 1999) est l'un des plus grands critiques littéraires japonais de l'après-guerre. Il était si considéré que la nouvelle de son suicide a fait la une de tous les journaux.

## Jeunesse
Né dans l'arrondissement de Shinjuku à Tokyo le 25 décembre 1932, d'un père banquier et d'un grand-père (originaire de Saga) amiral dans la marine impériale japonaise. Sa mère mourut quand il avait 4 ans. Il était un enfant assez fragile, la majeure partie de son éducation a été faite à domicile. Très jeune, il fut intéressé par la littérature notamment par Jun'ichirō Tanizaki et Fyodor Dostoevsky et par les mangas de Suihō Tagawa. En 1942, il fut envoyé dans une pension de Kamakura. Durant les bombardements américains de Tōkyō sa maison fut détruite. Immédiatement après la guerre, il alla dans un lycée de Fujisawa, où il devint ami avec Akira Abe ainsi qu'avec le futur gouverneur de Tōkyō Shintaro Ishihara qui était âgé d'un an de plus que lui. Par la suite, il retourna à Tōkyō dans l'université de Keio où il obtint un diplôme de littérature anglaise.

## Carrière  littéraire
Embauché comme professeur à l'université de technologie de Tokyo, il dévoua son temps libre à la littérature et réalisa ses premières critiques, Natsume Sōseki ron (1955), une critique du célèbre écrivain Natsume Sōseki, où il argumenta que le style de l'auteur était directement relié à son caractère et à son passé.
En 1962, il publia Kobayashi Hideo ronshū, dans lequel il osa écrire une critique sur Kobayashi Hideo un autre critique célèbre. Peu après, il partit pour les États-Unis pour deux ans dans le but de continuer ses études à l'université de Princeton.
Jun Etō fut un auteur très prolifique, ses livres et essais allant de la critique littéraire au commentaire politique, en prenant parfois des points de vue controversés. Il passait souvent à la télévision pour exprimer ses points de vue.
Le 21 juillet 1999, il se suicida dans sa maison de Kamakura en se coupant les veines du poignet gauche. Il était déprimé par la mort de sa femme l'année précédente et par une blessure qui l'empêchait d'écrire facilement.